# Paszk

Paszk I

Paszk I a

Paszk I b

Paszk (Pasch, Pasche, Paschen, Paschki, Paschwitz, Pasz, Drzewica odmienny, Księżyc odmienny) – kaszubski herb szlachecki, według Przemysława Pragerta odmiana herbu Drzewica lub Księżyc.

## Opis herbu
Herb występował przynajmniej w trzech wariantach. Opisy z wykorzystaniem zasad blazonowania, zaproponowanych przez Alfreda Znamierowskiego:
Paszk I (Pasch, Pasche, Paschen, Paschki, Paschwitz, Pasz, Drzewica odmienny, Księżyc odmienny): W polu błękitnym półksiężyc z twarzą (okiem w prawo), srebrny, pomiędzy dwiema gwiazdami złotymi w słup. Nad hełmem bez korony klejnot: słońce z twarzą złote. Labry błękitne, podbite złotem.
Paszk Ia (Pasch, Pasche, Paschen, Pasz, Drzewica odmienny, Księżyc odmienny): Klejnotem jest lewa połówka słońca.
Paszk Ib (Pasch, Paschen, Pasz, Drzewica odmienny, Księżyc odmienny): Gwiazdy są w pas, nad rogami półksiężyca, labry podbite srebrem.

## Najwcześniejsze wzmianki
Wariant podstawowy znany z mapy Pomorza Lubinusa z 1618, ponadto przytaczają go: Ledebur (Adelslexikon der preussichen Monarchie von...), Bagmihl (Pommersches Wappenbuch), Nowy Siebmacher, Żernicki (Der polnische Adel) i Uruski (Rodzina. Herbarz szlachty polskiej). Wariant Ia przytoczony został przez Bagmihla i Siebmachera, zaś wariant Ib przez Siebmachera.

## Herbowni
Paszk (Packi, Paczki, Paczkowski, Pasch, Paschen, Paschke, Paschki, Paschwitz, Pasck, Pasiske, Paske, Passke, Pastke, Pasz, Paszewicz, Paszke, Paszken, Paszki, Paszkie, Paszkowski, Paszwic, Patiske), także Służewski (Słuszewki) z przydomkiem Paszk.
Z nazwiskiem tym wiązano jeszcze drugi herb, Paszk II (vel Paszkowski, vel Zadora odmienny).

## Rodzina Paszk
Drobnoszlachecka rodzina z ziemi lęborskiej o nazwisku pochodzącym od imienia Paweł, skróconego do formy Pasz lub Paś i zdrobniałego do Paszek, Paszk. Najwcześniej odnotowane w 1570 we wsi Kiedrowice (Thomas Pasck, ale jego przynależność do omawianej rodziny nie jest pewna). Kolejna wzmianka, z 1575 wymienia rodzinę w jej rodowym gnieździe, Słuszewie (Pasken), razem ze współwłaścicielami, rodziną Mach. Kolejne wzmianki pochodzą z lat 1601 (Pasken), 1608, 1618, 1621 (Paschen), 1658 (Christopff, Schwantess, Jakob die Schlussowen), 1715 (Johann, Georg i Jacob Paschke w Słuszewie i Thomas Paschke w Czarnej Dąbrowie), 1755 (Bogislaw von Pasken, Andreas i Ernst von Paszki, dwóch von Sluszewskich), 1784 (trzech Pask-Słuszewskich), 1799 (Paszkowie w Dąbrówce). W XIX wieku rodzina miała jeszcze działy we wsiach Jęczewo, Tadzino, Lisewo, Łebno, Żelewo. Nazwisko Paszk w różnych formach występuje do dziś.